# Детињство (роман Лава Николајевича Толстоја)
Детињство (рус. Детство) је први роман писца Лава Николајевича Толстоја. Спада у аутобиографску триологију праћен делима Дечаштво и Младост.
Први пут је објављен у руском журналу Современик 1852. године. Роман описује прве дечачке маштарије и одлуке.